# Torneo de Moscú 2021
El Kremlin Cup 2021 fue un torneo de tenis jugado en canchas duras bajo techo. Fue la 31.ª edición de la Kremlin Cup, y formó parte del ATP Tour 250 series del ATP Tour 2021, y del circuito WTA 500 del WTA Tour 2021. Se llevó a cabo en el Ice Palace Krylatskoye, Rusia, del 18 al 24 de octubre de 2021.

## Distribución de puntos
| Modalidad            | Campeón | Finalista | Semifinales | Cuartos de final | 2ª ronda | 1ª ronda | Clasificados | 2ª ronda de clasificación | 1ª ronda de clasificación |
| Individual masculino | 250     | 165       | 100         | 50               | 25       | 0        | 13           | 7                         | 0                         |
| Dobles masculino     | 250     | 150       | 90          | 45               | 20       | 0        | -            | -                         | -                         |

| Modalidad           | Campeón | Finalista | Semifinal | Cuartos de final | 2ª ronda | 1ª ronda | Clasificados | 2ª ronda de clasificación | 1ª ronda de clasificación |
| Individual femenino | 470     | 305       | 185       | 100              | 55       | 1        | 25           | 13                        | 1                         |
| Dobles femenino     | 470     | 305       | 185       | 100              | -        | 1        | -            | -                         | -                         |

## Cabezas de serie

### Individuales masculino
| Tenista          | Ranking | Preclasificado |
| Andrey Rublev    | 5       | 1              |
| Aslán Karatsev   | 23      | 2              |
| Karen Jachanov   | 29      | 3              |
| Filip Krajinović | 34      | 4              |
| Aleksandr Búblik | 37      | 5              |
| Marin Čilić      | 41      | 6              |
| Ilya Ivashka     | 45      | 7              |
| Laslo Djere      | 47      | 8              |

- Ranking del 11 de octubre de 2021.[3]

### Dobles masculino
| Tenistas                        | Ranking | Preclasificados |
| Raven Klaasen Ben McLachlan     | 57      | 1               |
| Andrey Golubev Hugo Nys         | 94      | 2               |
| Luke Saville John-Patrick Smith | 96      | 3               |
| Tomislav Brkić Nikola Čačić     | 97      | 4               |

### Individuales femenino
| Tenista                  | Ranking | Preclasificado |
| Aryna Sabalenka          | 2       | 1              |
| Garbiñe Muguruza         | 6       | 2              |
| María Sákkari            | 9       | 3              |
| Anastasia Pavlyuchenkova | 13      | 4              |
| Ons Jabeur               | 14      | 5              |
| Angelique Kerber         | 15      | 6              |
| Elena Rybakina           | 16      | 7              |
| Simona Halep             | 17      | 8              |
| Anett Kontaveit          | 20      | 9              |

- Ranking del 11 de octubre de 2021[4]

### Dobles femenino
| Tenistas                            | Ranking | Preclasificados |
| Alexa Guarachi Desirae Krawczyk     | 29      | 1               |
| Jeļena Ostapenko Kateřina Siniaková | 35      | 2               |
| Marie Bouzková Lucie Hradecká       | 70      | 3               |
| Nadiia Kichenok Raluca Olaru        | 72      | 4               |

## Campeones

### Individual masculino
Aslán Karatsev venció a  Marin Čilić por 6-2, 6-4

### Individual femenino
Anett Kontaveit venció a  Ekaterina Alexandrova por 4-6, 6-4, 7-5

### Dobles masculino
Harri Heliövaara /  Matwé Middelkoop vencieron a  Tomislav Brkić /  Nikola Čačić por 7-5, 4-6, [11-9]

### Dobles femenino
Jeļena Ostapenko /  Kateřina Siniaková vencieron a  Nadiia Kichenok /  Raluca Olaru por 6-2, 4-6, [10-8]